# Sielsowiet Cierucha
Sielsowiet Cierucha (biał. Цярухскі сельсавет, ros. Терюхский сельсовет) – sielsowiet na Białorusi, w obwodzie homelskim, w rejonie homelskim, z siedzibą w Cierusze.

## Demografia
Według spisu z 2009 sielsowiet Cierucha zamieszkiwało 4047 osób, w tym 3416 Białorusinów (84,41%), 320 Ukraińców (7,91%), 262 Rosjan (6,47%), 8 Ormian (0,20%), 6 Żydów (0,15%), 6 Uzbeków (0,15%), 2 Polaków (0,05%), 27 osób innych narodowości i 11 osób, które nie podały żadnej narodowości.

## Geografia i transport
Sielsowiet położony jest w południowej części rejonu homelskiego. Jego południowa granica pokrywa się z granicą państwową z Ukrainą. Przebiegają przez niego droga magistralna M8, na której znajduje się tu przejście graniczne Nowaja Huta oraz linia kolejowa Nawabielickaja – Kraucouka.

## Miejscowości
- agromiasteczko:
  - Nowaja Huta
- wsie:
  - Cierucha
  - Dzikałauka
  - Kraucouka
  - Siamionauka
  - Studzionaja Huta
  - Szutauka
- osiedla:
  - Jepifań
  - Karalin
  - Kustarny
  - Ladcy